# Cuscuta cristata
Cuscuta cristata är en vindeväxtart som beskrevs av Georg George Engelmann. Cuscuta cristata ingår i släktet snärjor, och familjen vindeväxter. Utöver nominatformen finns också underarten C. c. chacoensis.